# Tisbe dilatata
Tisbe dilatata är en kräftdjursart som beskrevs av Walter Klie 1949. Tisbe dilatata ingår i släktet Tisbe och familjen Tisbidae. Inga underarter finns listade i Catalogue of Life.